# Cisterna pontina
De cisterna pontina, of cisterna pontocerebellaris, is een opening tussen het spinnenwebvlies en het zachte hersenvlies in de subarachnoïdale ruimte van de hersenen. De cisterna pontina is gelegen aan de buikzijde van de pons. De arteria basilaris loopt door de cisterna pontina.
De andere twee grote cisternae zijn de cisterna magna en de cisterna interpeduncularis.